# Битка код Атолеироса
Битка код Атолеироса се одиграла 6. априла 1384. године између португалске војске под командом Нуна Алвареса Переире и кастиљанске казнене експедиције. Битка се одиграла код места Атолеирос у близини Фронтијера.

## Предуслови
На почетку кризе 1383. године Жоао I је изабран за вођу побуњеног португалског племства које се борило за очување португалске краљевине. Овим потезом Жоао I постаје главна опозиција краљу Хуану I од Кастиље и главна сметња његовим тежњама да преузме португалску круну.
Године 1384, збацивши регенткињу Леонору, Жоао I схвата да ће убрзо уследити војна реакција Кастиље и одмазда краља Хуан I од Кастиље. Свестан тога он шаље генерала Переиру са војном силом од 1.500 војника да штити португалске границе и заустави надолазећу кастиљанску војску.

## Битка
Кастиљанска војска, која се састојала од 6.000 војника (углавном коњице) под командом Фернанда Санчеза де Товара, започела је опсаду Фронтијере.
Када је португалска војска стигла кастиљански команданти су послали изасланика у португалски табор. Изасланик је пренео захтеве да се португалијска војска повуче и да се генерал Нуно Алварес Переира преда. Када су Португалци одбили ове захтеве кастиљанска војска прекида опсаду и креће у жестоки напад. Кастиљанска коњица је безуспешно покушавала да пробије португалску формацију и уз велике губитке кастиљанска војска се повлачи и враћа се назад у Кастиљу.

## Исход битке
Уз вешту тактику генерала Переире и без губитка португалска војска је изборила убедљиву победу.
Испровоциран победом Португалије, краљ Хуан I од Кастиље са већом војском улази у Португалију и започиње опсаду Лисабона.